# Võ Chí Công
Võ Chí Công (ur. 7 sierpnia 1912, zm. 8 września 2011) – wietnamski polityk komunistyczny.
Pochodził z prowincji Quảng Nam. W latach 30. wstąpił do Komunistycznej Partii Indochin. Walczył przeciwko francuskim władzom kolonialnym, za co w latach 40. trafił do więzienia. Podczas wojny wietnamskiej walczył w siłach partyzanckich na obszarze Wietnamu Południowego, był organizatorem siatki partii komunistycznej na jego terytorium oraz jednym ze współtwórców i dowódców Vietcongu.
Po zjednoczeniu Wietnamu został w 1976 roku członkiem Politbiura KC Komunistycznej Partii Wietnamu. Pełnił urząd wicepremiera (1976–1982), ministra rybołówstwa (1976–1977) i ministra rolnictwa (1977–1978). Od 1987 do 1992 roku był przewodniczącym Rady Państwa.